# Baruun-Urt
Baruun-Urt, dont le nom signifie « Chaîne orientale », se situe dans la steppe orientale du plateau mongol dans l’Est de la Mongolie. Elle est la capitale de la province de Sükhbaatar.

## Présentation
La ville actuelle a été fondée au début des années 1940, et a pris le nom d'une rivière de l'aïmag de Sükhbataar. Elle en est par ailleurs la capitale, et forme -à elle seule- le sum (ou district) de Baruun-Urt, enclavé à l'intérieur du sum de Sükhbaatar.
La ville s'étend sur 59 km2. Sa population était de 15 549 habitants en 2008.

### Géographie
Baruun-Urt est situé dans une steppe sèche qui s'étend sur un terrain vallonné à une altitude de 981 mètres au-dessus du niveau de la mer. La hauteur des collines environnantes ne dépasse pas 1 160 mètres. Toute la zone environnante présente une pente vers le sud, où à 12 km de la ville, d'ouest en est, s'étend une vallée couverte de marais salants et de lacs salés asséchés (Tumengiin-Nur, Shorot-Tsagan-Nur, Tasarkhain-Nur) de 0,5 à 4 km de large et 100 km de long.
À travers la partie ouest de la ville coule un ruisseau venant du nord Baruun Urt, qui a donné le nom à la ville (« Western Long »), qui ne se remplit d'eau que lors des pluies d'été.
À environ 100 km au sud-est de la ville commence le champ volcanique de Dariganga (qui s'étend partiellement sur le territoire de la Chine), sur lequel se trouvent plusieurs dizaines de volcans éteints de différentes tailles (l'une des plus grandes caldeiras mesure 2 800 m de diamètre (45°33′44″ N 113°31′04″ E), sans toutefois que la hauteur d'aucun d'entre eux ne dépasse 300 m.

### Histoire
La région dans laquelle la ville a été fondée est habitée depuis longtemps. On y dénombre de nombreuses découvertes d'outils datant de l'âge de pierre.
Des sculptures en pierre appelées balbal, attribuées aux anciens Turcs appartiennent à une période ultérieure de l'histoire. Dans un quartier de la ville, ont trouve une route bordée de rochers de granit appelée « le sentier équestre de Gengis Khan ».

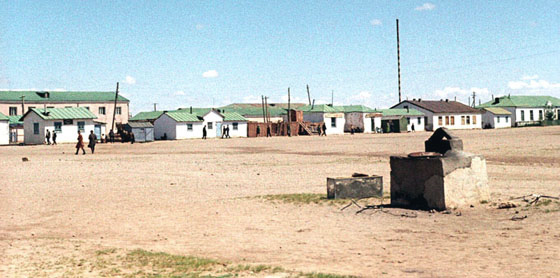
Vue de la ville en 1972

En 1941 ou 1942, selon les sources, une colonie appelée Baruun-Urt a été fondée dans le cadre de la formation du nouvel aïmag de Sukhbaatar. Les ressources en eau et la présence de charbon ont joué un rôle décisif lors du choix de l'emplacement de la future ville ; la présence de réserves de charbon à proximité relative de la ville, qui, comme cela arrive souvent en Mongolie, remontent directement à la surface, était seule à même de permettre la sédentarisation d'une grande colonie dans un aimak sans arbres. Le site fondateur de la ville se trouvait à seulement 15 km au nord-est de l’emplacement d’un grand monastère détruit à peine 4 ans plus tôt. Le monastère, qui comptait jusqu'à 1000 moines, fut pendant de nombreuses années un centre important de la région.

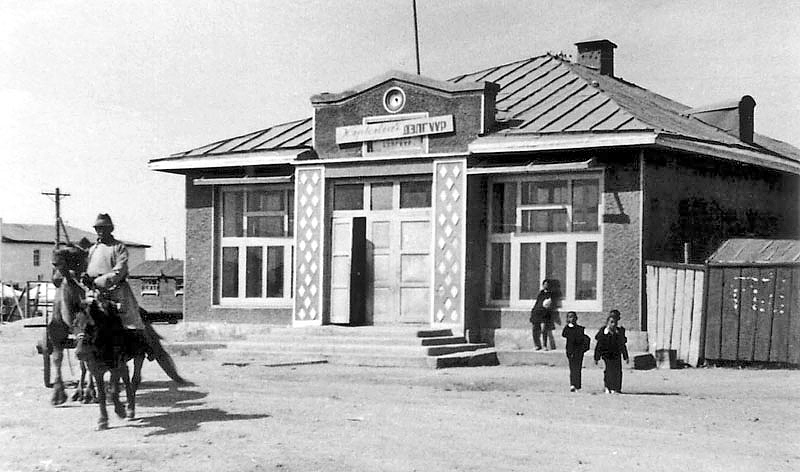
Magasin (delguur) dans le centre ville de Baruun-Urt,1972.

Dans le cadre de la Seconde Guerre mondiale, la ville n'était située qu'à 300 km de la frontière avec l'État créé par les japonais sur une portion du territoire chinois. Au cours de l'été 1945, lors des préparatifs de la Guerre soviéto-japonaise, les troupes soviétiques et mongoles étaient stationnées au sud et à l'est de la ville, sous le commandement d'Issa Pliev, à la fois héros de l'Union soviétique et de la Mongolie. Cette unité formait le l'extrême flanc droit du Front Trans-Baïkal.
Pendant les premières années de son existence, Baruun-Urt est resté un village qui remplissait exclusivement des fonctions administratives et commerciales, sa population ne dépassait pas 2 à 3 000 personnes.
La croissance démographique a véritablement progressé avec la politique de collectivisation et la création associée (avec l'appui de l'URSS) d'une infrastructure de médecine gratuite et d'instruction publique. La population rurale a, notamment bénéficié de paiements en espèces pour les bergers paysans travaillant dans les fermes collectives, ce qui a accru le volume du commerce de détail. Pour fournir à la population certains biens, de petites industries locales se sont créées dans la ville.

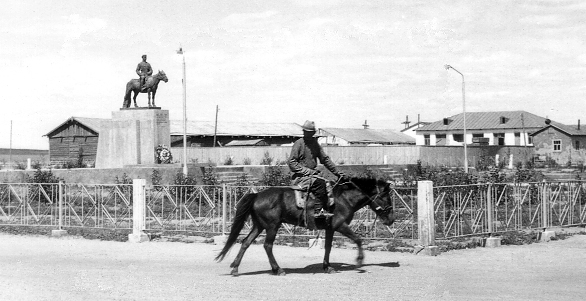
Statue équestre sur la place centrale de la ville

En 1957, selon le décret du Grand Khural populaire (Parlement) de Mongolie, Baruun-Urt a reçu le statut de ville (bien qu'au début des années 1960, sa population n'était que de 3500 habitants). Au cours des années suivantes, la population n'a eu de cesse d'augmenter. À la fin des années 80, elle atteignait 16 000 habitants.
Après la chute du mur de Berlin et tous les évènements qui ont suivi l'effondrement du bloc communiste à la fin des années 1980 et au début des années 1990, et le début de ce qu'on appelle la transformations du marché, l'aide russe n'abonde plus les caisses de l'Etat mongole. Les populations rurales cessent de recevoir leurs aides et un certain nombre d'entreprises déclinent. En outre, la politique de sédentarisation forcée imposée par la Russie communiste cesse, et de nombreuses familles, tant à Baruun-Urt que dans le reste du pays, reprennent la vie nomade, au moins pour une partie de l'année.
Progressivement, on constate aussi un dépeuplement de la ville en raison de la migration vers la capitale, relativement prospère, d'Oulan-Bator et certaines villes du nord du pays (Erdenet).
Le dépeuplement a beaucoup ralenti avec la mise en service de la mine de zinc. L'industrie et le commerce locaux ont commencé à reprendre vie. La technologie d'extraction du charbon dans la mine de charbon de Talbulag a également été mise à jour.

### Économie
L'activité économique de la ville se concentre sur l’industrie minière, notamment le zinc et le charbon ; la mine Tömörtiin Ovoo Zinc, appartenant à un investisseur chinois, est opérationnelle depuis 2005, est située à 13 km au nord.
On notera aussi d'importants élevages favorisés par la qualité et l'abondance de l'herbe des steppes environnantes, accueillant plus de 2 millions de têtes de bétail.
En 20 ans, l'IDH (Indice composite statistique de l'espérance de vie, de l'éducation et du revenu par habitant) a légèrement progressé, passant de 0,554 à 0,735.

### Ethnies
La ville est située à la frontière des zones d'implantation des deux principales ethnies de l'aimag : les Mongols Khalkha au nord de Baruun-Urth et les Dariganga au sud. Ceci a notamment déterminé la composition ethniquement mixte de la population de la ville.

### Démographie

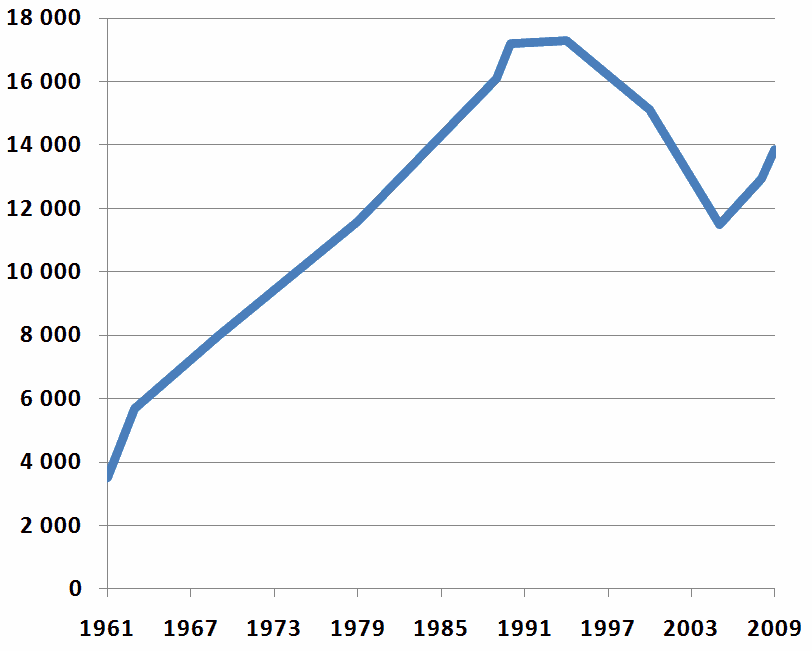
Courbe de la démographie

La population est de 17 038 habitants, dont 8 484 (49,8 %) d’hommes et 8 554 (50,2 %) de femmes. L’âge moyen des habitants est de 26,6 ans (26 ans pour les hommes et 27,1 ans pour les femmes).
La population a globalement progressé depuis 1975 (+10,4 % de 1975 à 2015) mais elle tend à diminuer depuis ces dernières années puisqu’elle a perdu 12,5 % de ses habitants entre 2000 et 2015. Cette évolution corrèle celle de l'ensemble de la région de Sukhbaatar avec des chiffres parfaitement similaires, contrairement à la population globale de la Mongolie qui, elle, a presque doublée depuis 1975.

### Transports
- Par les airs : En tant que capitale d'une province, la ville dispose de son propre aéroport avec une piste en herbe : l'Aéroport de Baruun-Urt (UUN IATA). Une seule compagnie aérienne rallie Oulan-Bator : la MIAT Mongolian Airlines, la compagnie aérienne nationale.
- Par la route : Des bus partent quotidiennement de la gare routière de l'Est à Oulan-Bator et nécessitent 15h00 de trajet. Il existe également des jeeps partagées au départ des villes de  Choibalsan et Ondorhaan.

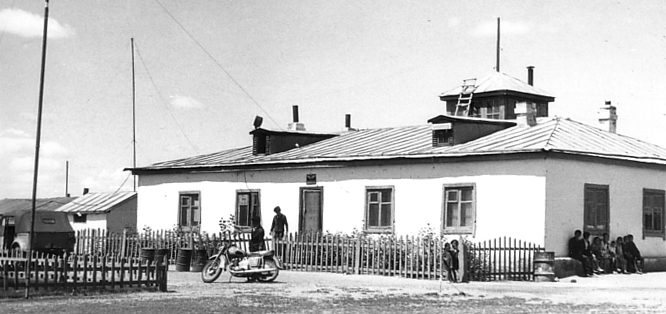
Bâtiment de l'aéroport de la ville (photo de 1972)

### Monastères
Un monastère Erdenemandal Khiid a été construit en 1830, à environ 20 km du site actuel. Les moines qui y résident désormais indiquent qu'au sommet de sa splendeur, il y avait sept temples et que plus de 1000 moines y  résidaient, mais que les purges staliniennes de 1938 eurent le même résultat qu'ailleurs.
Un nouveau monastère est situé à environ 400 m  à l'ouest de la place. Environ 108 stupas (sanctuaires en forme de dôme) entourent le nouveau monastère.

### Culture
La ville dispose d'un musée ethnographique, le Musée ethnographique de Baruun-Urt qui rassemble de nombreuses pièces du folklore régional.
On y trouve aussi un théâtre musical et dramatique Zhaahan sharga, ou Jaakhan Sharga plusieurs cinémas et une Bibliothèque d'État.

### Sport
La ville dispose de plusieurs terrains de football, en terre ou recouvert de gazon synthétique, d'une piscine, d'une patinoire, et de complexes sportifs couverts.

### Éducation
Outre les écoles maternelles, primaires, collèges et lycées, on trouve à Baruun-Urt l'Université technologique de la province de Sukhbaatar.

### Climat
Les principales caractéristiques climatiques de Baruun-Urt sont typiques de la majeure partie de la Mongolie, à savoir un climat semi-aride sec et froid (Classification de Köppen: BSk)
| Mois                              | jan.  | fév.  | mars  | avril | mai  | juin | jui. | août | sep. | oct. | nov.  | déc.  |
| --------------------------------- | ----- | ----- | ----- | ----- | ---- | ---- | ---- | ---- | ---- | ---- | ----- | ----- |
| Température minimale moyenne (°C) | −26,2 | −23,2 | −14,5 | −4    | 3,9  | 11,2 | 14   | 12   | 4,5  | −4,2 | −15,5 | −23,2 |
| Température maximale moyenne (°C) | −16,3 | −12   | −1,2  | 10,7  | 19,2 | 24,5 | 26,2 | 24,4 | 17,9 | 9,2  | −4,1  | −13,4 |
| Précipitations (mm)               | 1,8   | 1,5   | 2,6   | 6,7   | 13,1 | 35,3 | 61,2 | 50,6 | 12,2 | 5,9  | 2,7   | 1,8   |

| Diagramme climatique                                  |             |              |           |             |              |            |            |             |            |              |               |
| J                                                     | F           | M            | A         | M           | J            | J          | A          | S           | O          | N            | D             |
| −16,3−26,21,8                                         | −12−23,21,5 | −1,2−14,52,6 | 10,7−46,7 | 19,23,913,1 | 24,511,235,3 | 26,21461,2 | 24,41250,6 | 17,94,512,2 | 9,2−4,25,9 | −4,1−15,52,7 | −13,4−23,21,8 |
| Moyennes : • Temp. maxi et mini °C • Précipitation mm |             |              |           |             |              |            |            |             |            |              |               |

### Fuseau horaire
UTC+08:00 (Asie/Choibalsan). L'heure d'été et l'heure d'hiver ne diffèrent pas de l'heure standard.

### Autres écritures
Située à un carrefour linguistique, la ville a un nom que l'on peut trouver écrit de très nombreuses manières et avec de très nombreuses formes d'écritures. On dénombre, notamment, Barun Urt, Barun Urtas, Barun-Urt, Baruun Urta, Baruun-Urt, Burunurt, Dzhapkhalanta-sharga, Dzhibkhalantu-Sharga, Jibhalanta Sharga Suma, Jibholantu Sharga sumu, Jibhulantu sharga, Sharga Sume, UUN, balun-uleuteu, baruna-urta, barwn-ywrt, barwwn-awrt, xi wu er te, russe : Барун Урт, arabe égyptien : بارون-یورت, ourdou : باروون-اورت,hindi : बरून-उर्त, géorgien ბარ უუნ-ურტი, japonais :  バルーン・ウルト, chinois : 西烏爾特, coréen : 바룬우르트